# Прљаво казалиште
Прљаво казалиште је југословенска и хрватска рок група која је основана у Загребу 1977.

## Историја

### Почетак
Прљаво казалиште је настало 1977. у загребачком предграђу Дубрава под снажним утицајем панка. Име групе потиче од једне епизоде стрипа Алан Форд, када чланови дружине Т. Н. Т. долазе у позориште названо „Прљаво казалиште“. Прву поставу групе чинили су: Јасенко Хоура (гитара), Зоран Цветковић (гитара), Даворин Боговић (вокали), Нинослав Храстек (бас) и Тихомир Филеш (бубњеви). Прљаво казалиште у старту није имало јасну представу о музици коју би свирали, а песма „Мој отац је био у рату" била је прва коју су компоновали. Први озбиљни наступ имали су на Полетовом концерту 1978. Првим сингловима „Телевизори“ и „Мој отац је био у рату“ скренули су пажњу медија на себе, а 1979. су свирали на концерту Бијелог дугмета на стадиону ЈНА, када су и промовисали албум. Током снимања те плоче групу је напустио Зоран Цветковић, а заменио га је гитариста Маријан Бркић. Комисија за шунд није ослободила плочу пореза, вероватно због текста песме „Some boys“ која третира хомосексуалност. Хоурине песме су се бавиле траумама одрастања. Његови искази најдиерктнији су у песмама „Сретно дијете“, „Ја са младић у најбољим годинама“, „Суботом увече“. Иако је плоча невешто одсвирана, због оригиналних песама у то време проглашена је једним од најбољих деби остварења у домаћој музици. Своју посвету Ролингстонсима су дали на омоту Пика Станчића, који се одлучио за цртеж на коме је исецкан језик Мика Џегера прободен зихерицом.

### 1980e
Други албум „Црно бијели свијет“", су снимили 1980. у Милану, у продукцији Пика Станчића, а он је написао и део аранжмана. Показавши се као бољи свирачи, чланови Прљавог казалишта одустају од панка и нуде поп плочу преливену тада популарним ска звуком, док се гитаре ослањају на традицију Шедоуза и Црвених корала. Са плоче се издвајају Хоурини хитови „Ми плешемо“ (у оригиналу је требало да се зове „Ми пијемо“), „Црно бијели свијет“, „Неки моји пријатељи“, „Нове ципеле", и обрада песме „Седамнаест ти је година тек“ Иве Робића. У то време Хоура је већ показивао интересовања за хрватску народну музику, па им се на промотивном концерту у малој дворани Дома спортова у јесен 1980. у песми „Ми плешемо“ прикључио тамбурашки оркестар. Јануара 1981. у београдском Дому омладине у оквиру манифестације „Поздрав из Загреба“, Прљаво казалиште тријумфује пред публиком, мада је мало недостајало да им предгрупа Хаустор украде популарност.
Под притиском све интензивнијих ангажмана, Даворин Боговић се повукао, тако да је на трећој плочи, „Херој улице", улогу певача преузео Хоура. Албум су снимали у Шведској, у продукцији Тини Варге, а удараљке су свирали Суне Фергер и Мирослав Буданко, док је саксафониста био Јан Густафсон. Новим песмама Прљаво казалиште се определило за базичну варијанту рока, посебно у темама „Девојке би“, „Све градске битанге“ и „Лупам главом у радио“. Посвету Брусу Спрингстину, што је наведено и на омоту плоче, Хоура је дао у песмама „Херој улице" и „Широке улице", а Филу Колинсу у балади „Ноћас сам изашао на кишу“. По објављивању плоче у војску су отишли Филеш и Храстек, тако да су наступали уз помоћ бубњара Дражена Шолца и Зорана Цветковића који је свирао бас.
Две године касније, у групу се вратио Даворин Боговић и са њим су снимили албум „Корак од сна“. У сарадњи са Рајком Дујмићем из Нових фосила, направили су мирнију плочу са које се издвојила песма „Све је лако кад си млад“ и обрада песме „Милионер“ Звонка Шпишића. Пратеће вокале певао је тада мало познати Младен Бодалец, једно време члан групе Патрола.
После паузе због одласка Бркића у војску, почетком 1986. Казалиште је објавило „Златне године“. Уместо Боговића нови певач је Младен Бодалец. На њој се Хоура посветио писању стандардних поп рок песама средње струје, што постаје карактеристика групе током даљег рада. Плочу је продуцирао Станчић, а познатије постају песме „Не зови мама доктора“, „Сладолед“ и „Ма ког ме бога за тебе питају“.
Овај албум је пратио следећи "Зауставите земљу“ 1988. На њему се налазила песма „Мојој мајци“ коју је Хоура написао поводом смрти мајке. Због стиха „Задња ружа Хрватска“, песма постиже огромну популарност у Хрватској, али их медији у другим деловима делу земље критикују због национализма. По објављивању плоче групу напушта Маријан Бркић и прелази у Парни ваљак. Група је са новим гитаристом Дамиром Липосеком свирала 17. октобра 1989. на загребачком Тргу републике, где се по неким проценама окупило 300.000 људи.
Следеће године објављују дупли живи албум „Све је лако кад си млад“, снимљен на концертима у загребачком Дому спортова, новембра 1988. и на наступу ЗГ Рок Форсес. На четвртој страни нашли су се студијски снимци са деби сингла и прва два албума. За омот је употребљено идејно решење са првог албума. Прљаво казалиште је снимило плочу „Деведесета“, у продукцији Мате Дошена, а пратеће вокале су певали Даворин Боговић и Весна Дошен. Нови члан групе је постао клавијатуриста Младен Роско.

### 1990e
Почетком деведесетих Прљаво казалиште је често свирало у иностранству, по хрватским клубовима. Током рата група паузира, а 1993. са новим клавијатуристом Федором Боићем објављују CD "Лупи петама" са песмама „Реци све за Хрватску“, „Пет дана ратујем, суботом се заљубљујем“ и сличним. У песми „Узалуд вам труд свирачи" као гост се појавио тамбурашки оркестар из Винковаца. Тада је објављен и компилацијски CD „Највећи хитови“.
Године 1994. добијају награде Порин за ЦД „Лупи петама“, за најбоље компоновану песму под утицајем фолклора и за видео „Концерт у ХНК“. Објављују и живу плочу, снимљењу на Божићном концерту на Долцу и плочу „Дођи сада, Господе“, „Лаку ноћ теби, Загребе“ и другим. Материјал за плочу миксован је и премастеризован у Лондону, а као гост свирао је Мел Гејнор, бивши бубњар састава Симпл Мајндс. Крајем 1997. Прљаво казалиште је објавило албум снимљен на наступу у дворани Ватрослав Лисински поводом 20 година постојања.

## Дискографија
1. Прљаво Казалиште - 1979
2. Црно бијели свијет - 1980
3. Херој улице - 1981
4. Корак до сна - 1983
5. Златне године - 1985
6. Зауставите земљу - 1988
7. Деведесета - 1990
8. Лупи петама..." - 1993
9. С времена на вријеме - 1996
10. Дани поноса и славе - 1998
11. Радио Дубрава - 2003
12. Мој дом је Хрватска - 2005
13. Тајно име - 2008
14. Можда догодине - 2012
15. Бабилон Берлин - 2022[1]
16. Старе навике - 2023 (сингл)[2]
17. Underground - 2023[3]